# 1077 Campanula
Campanula (asteróide 1077) é um asteróide da cintura principal, a 1,9188253 UA. Possui uma excentricidade de 0,198192 e um período orbital de 1 352,21 dias (3,7 anos).
Campanula tem uma velocidade orbital média de 19,25352329 km/s e uma inclinação de 5,40405º.
Esse asteróide foi descoberto em 6 de Outubro de 1926 por Karl Reinmuth.